# Micul pelican
Micul pelican este un film românesc din 1989 regizat de Artin Badea.